# Intergenericidade
Intergenericidade, hibridização ou intertextualidade intergêneros é o fenômeno linguístico que consiste na assimilação por determinado gênero, que mantém seu propósito comunicativo, da forma de um outro gênero normalmente usado em outra situação comunicativa.
Exemplos de intertextualidade são convites de casamento (gênero convite) disfarçados (para fins lúdicos) de inúmeros outros gêneros, desde bula de remédio a artigo científico.